# Anni 690 a.C.
Gli anni 690 a.C. sono il decennio che comprende gli anni dal 699 a.C. al 690 a.C. inclusi.

## Nati
- Jin Wen Gong, politico cinese († 628 a.C.)

## Morti
- Ammeris, sovrano egizio694 a.C.
- Ashur-nadin-shumi, sovrano693 a.C.
- Marduk-apla-iddina II, sovrano
- Marduk-apla-iddina I, sovrano babilonese690 a.C.
- Manava, matematico indiano
- Shebitqo, sovrano egizio